# Састре, Мартин
Марти́н Са́стре (исп. Martín Sastre; род. 13 февраля 1976, Монтевидео) — уругвайский режиссёр и художник.
За свою работу в видеоиндустрии, по созданию скульптур, фотографий и рисунков, признаётся одним из самых известных современных латиноамериканских художников..

## Биография
Мартин Састре родился в Британском госпитале в Монтевидео в 1976 году. Среди его предков — румыны, баски, французы и русские. Довольно рано начал проявлять интерес к съёмкам фильмов — уже в 8 лет стал снимать на домашнее видео сцены с участием своих братьев, сестёр и других родственников.
В 2002 году переехал в Мадрид благодаря гранту Fundación Carolina, который находился под патронажем правительства Испании. В последующие годы получил ряд наград за свои короткометражные работы для видео, а также за достижения в области художественного искусства.
В 2010 году снял первую свою большую работу в кино — одноимённый фильм по книге Дани Умпи «Мисс Такуарембо» с участием Наталии Орейро и Росси де Пальмы.

## Работа в качестве режиссёра видео
- 2000 The E! True Hollywood Story, Heidiboy Channel
- 2001 Masturbated Virgin I, Masturbated Virgin II, Sor Kitty: The Missonary Nun
- 2002 Videoart: The Iberoamerican Legend, The Iberoamerican Videoart Awards
- 2003 The Martin Sastre Foundation, Nadia walks with me
- 2004 Montevideo: The Dark Side of the Pop, La Mano en el Fuego, Bolivia 3: Confederation Next
- 2005 Diana: The Rose Conspiracy
- 2006 Freaky Birthday: When Robbie became Martin
- 2007 Lala meets Barney, Fiebre Forever
- 2008 Kim x Liz, Madonna meets Sor Kitty (Latins do it better)
- 2009 ¿Qué pretende Usted de mí? Mensaje de la Argentina al Fondo Monetario Internacional
- 2014 Protocolo celeste

## Киноработы
- 2010 Мисс Такуарембо